# 225 리버티 스트리트
225 리버트 스트리트(225 Liberty Street) 또는 예전 명칭 투 월드 파이낸셜 센터(Two World Financial Center)는 미국 뉴욕 로어맨해튼의 마천루이다. 198년 건설을 시작하여 1987년 완공된 이 건물은 세계 금융 센터 건물 중 하나로 지어졌다. 2014년 세계 금융 센터가 브룩필드 플레이스로 이름을 바꾸면서 이 건물의 이름도 바뀌었다.

## 같이 보기
- 브룩필드 플레이스 (뉴욕)
- 뉴욕의 마천루 목록